# Middleton (Suffolk)
Pour les articles homonymes, voir Middleton.
Middleton est un village et une paroisse civile du Suffolk, en Angleterre. Il est situé dans l'est du comté, à 5 km au nord-ouest de la ville de Leiston. Administrativement, il dépend du district d'East Suffolk. Au recensement de 2011, il comptait 343 habitants.